# Grischa Janorschke

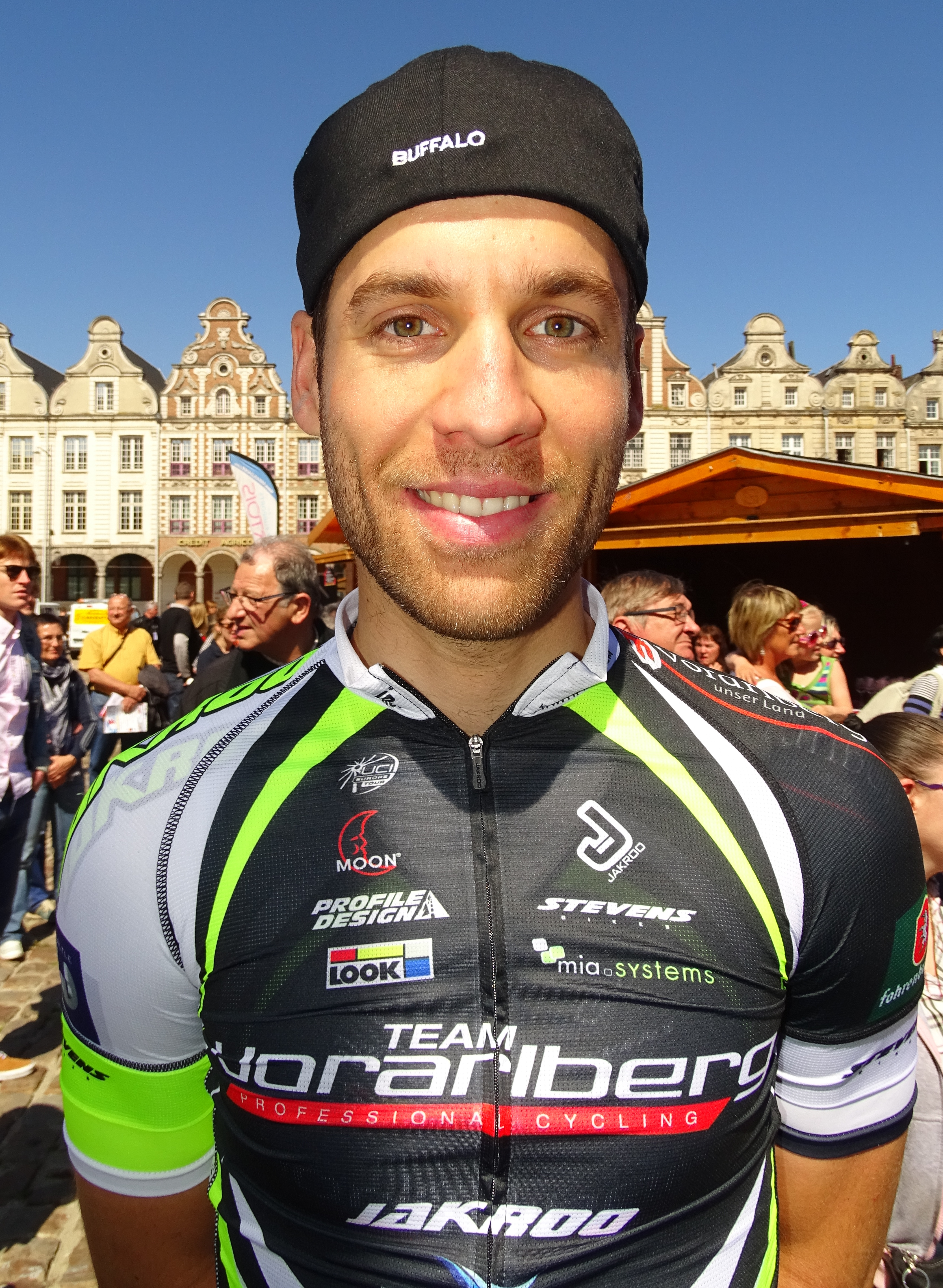
Grischa Janorschke (2015)

Grischa Janorschke (* 30. Mai 1987 in Altenkunstadt) ist ein ehemaliger deutscher Radrennfahrer.

## Leben
Grischa Janorschke begann seine internationale Karriere 2007 bei dem Continental Team Milram, dem Farmteam des deutschen ProTeams Milram. Mit seiner Mannschaft gewann er bei der Thüringen-Rundfahrt den Prolog, der als Mannschaftszeitfahren ausgetragen wurde. Außerdem wurde er 2007 Neunter bei dem niederländischen Eintagesrennen. Omloop der Kempen.
Auch in den folgenden Jahren seiner Karriere fuhr der als guter Helfer geltende Jarnoschke bei UCI Continental Teams. Er erzielte dabei auch individuelle Erfolge und gewann 2010 eine Etappe der Tour de Seoul, 2011 deine Etappe des Grand Prix of Sochi und 2013 die Punktewertung der Bayern-Rundfahrt. Seinen größten Karriereerfolg erzielte er 2013 mit einem Etappensieg bei der Tour of China I.
Zum Saisonende 2016 beendete er seine Radsportkarriere, da er für sich keine weitere Perspektive als Aktiver sah.

## Erfolge
2007
- Mannschaftszeitfahren Thüringen-Rundfahrt

2010
- eine Etappe Tour de Seoul

2011
- eine Etappe Grand Prix of Sochi
- Universiade – Teamzeitfahren

2013
- Punktewertung Bayern-Rundfahrt

2014
- eine Etappe Tour of China I

## Teams
- 2007 Continental Team Milram
- 2008 Continental Team Milram
- 2009 FC Rheinland-Pfalz/Saar Mainz (bis 30. Juni)
- 2009 Team Nutrixxion Sparkasse (ab 1. Juli)
- 2010 Team Nutrixxion Sparkasse
- 2011 Nutrixxion Sparkasse
- 2012 Team NetApp
- 2013 Nutrixxion Abus
- 2014 Team Vorarlberg
- 2015 Team Vorarlberg
- 2016 Team Roth